# Ольга Євгенівна Бітюцька
Ольга Євгенівна Бітюцька (нар. 21 листопада 1954) — радянська та російська акторка. 
Закінчила Свердловське театральне училище (1976).

## Життєпис
Ольга Бітюцька народилася 21 листопада 1954 році в Свердловську.
У 1976 році закінчила Свердловське театральне училище, курс проф. Козлова. 
У 1990 році — ГІТІС, курс професора Анатолія Ефроса. 
До 2010 року в театрі зіграла більше 50 ролей в кіно — більше двадцяти.
Працювала у Карагандинському російському драматичному театрі ім. Станіславського, Челябінськом академічному театрі драми ім. Цвіллінга, Пермському академічному драматичному театрі, Театрі «Співдружність акторів Таганки».

## Телебачення
- 1999-2003 «Прості істини» — Ольга Давидівна, вчитель початкових класів
- 2005 «Студенти»
- 2008 «Осінній детектив» — Віра Миколаївна Туманова, старший слідчий прокуратури